# Aveiro (Pará)
Aveiro is een gemeente in de Braziliaanse deelstaat Pará. De gemeente telt 15.953 inwoners (schatting 2015).

## Aangrenzende gemeenten
De gemeente grenst aan Belterra, Itaituba, Juruti, Rurópolis, Santarém en de deelstaat Amazonas.